# راي ألدن
راي ألدن (بالإنجليزية: Ray Alden)‏ هو عازف بانجو وكاتب أغاني أمريكي، ولد في 2 يوليو 1942، وتوفي في 19 سبتمبر 2009.